# Jan Brož
Jan Brož je český advokát ve všech stěžejních právních oborech – zaměřuje se na právo obchodní závazkové, společností, občanské, trestní, nemovitostí, správní a stavební. Od roku 1978 vykonával advokacii v Advokátní poradně č. 2  v Ječné ulici v Praze, která obhajovala také disidenty a ve které působil i po boku JUDr. Otakara Motejla. Spoluzakládal advokátní kancelář Brož & Sokol & Novák, dříve Brož & Sokol, s JUDr. Jiřím Novákem a JUDr. Tomášem Sokolem a stal se významným pražským advokátem. Stál u zrodu České advokátní komory (ČAK). Podle Advokátního deníku se zasloužil o utváření novodobé české advokacie. V roce 2014 byl zvolen Právníkem roku 2013 a byl uveden do Síně slávy Právníka roku (právnické Síně slávy). Byl jedním z nejdéle působících členů představenstva ČAK – v představenstvu působil dvacet let (1993 až 2013) a posledních jedenáct let (2002 až 2013) byl místopředsedou ČAK.

## Životopis
V roce 1965 maturoval na gymnáziu v Libni v Praze a začal studovat Vysokou školu ekonomickou v Praze. Ve třetím semestru, na jaře 1967, si bez vědomí rodičů zařídil přestup na Právnickou fakultu Univerzity Karlovy v Praze – neoslovovaly ho, jak říká: „matematika, statistika a podobné vědy“. Studia ukončil v roce 1972 a po nich pracoval jako právník v investiční výstavbě ve strojírenském průmyslu. V roce 1976 v Praze nastoupil jako advokátní koncipient a získal titul JUDr – do advokacie se dostal čtyři roky po studiu, nebyl „politicky angažovaný“ a počty byly limitované – advokacie včetně administrativy měla v celém Československu přibližně 1 400 lidí, bylo přes 600 advokátů a koncipientů, a v Praze byl limit asi 300, všichni povinně organizovaní v Městském sdružení advokátů. V roce 1978 složil advokátní zkoušky a do roku 1990 vykonával advokacii v Advokátní poradně č. 2 v Ječné ulici v Praze, kde řešili kauzy trestní, občanskoprávní a zřídka také správní. Pracoval zde po boku JUDr. Otakara Motejla, JUDr. Davida Uhlíře (od roku 2014 soudce Ústavního soudu), JUDr. Antonína Mokrého (exprezident Rady evropských advokátních komor) a JUDr. Tomáše Sokola, který nastoupil jako advokátní koncipient v roce 1979. JUDr. Jan Brož pro kolegy vykonával úkony obhajoby v kauze tzv. Jazzové sekce a hájil obžalované v procesu po tzv. Palachově týdnu na jaře 1989. Zabýval se trestními věcmi disidentů či odpůrců režimu – osob stíhaných za revoltu proti režimu a hájil i vojáky základní služby, kteří mnohdy utíkali na západ nebo vojenskou službu odmítali z náboženského přesvědčení. Hájili je se snahou vojenský soud přesvědčit, že šlo o snahu dostat se domů za rodiči, či děvčetem, nikoli o vážný úmysl, a kdy východiskem bylo i vojenské vězení Sabinov na Slovensku. Po listopadu 1989 stál JUDr. Jan Brož u zrodu České advokátní komory (ČAK). Dne 1. července 1990 byla advokacie privatizována na základě zákona č. 128/1990 Sb. V Československu bylo asi osm Sdružení krajských advokátů a v Praze městské sdružení advokátů, ze kterých ČAK vznikla. Jejím dlouholetým předsedou a v letech 2003 až 2004 ministr spravedlnosti ve vládě Vladimíra Špidly byl JUDr. Karel Čermák, dřívější advokát z Advokátní poradny 1, jeho pravá ruka a pozdější předseda ČAK byl JUDr. Martin Šolc ze Sokolova. Při ČAK založili i tzv. advokátní hory, pochody, lyžařské závody, fotbalové soutěže, košíkové a advokátní vodu. Po roce 1990 se JUDr. Jan Brož stal samostatným advokátem zapsaným v ČAK i zkušebním komisařem ČAK. V roce 1992 spoluzaložil nejdříve s JUDr. Tomášem Sokolem advokátní kancelář Brož & Sokol a od roku 1999 i s JUDr. Jiřím Novákem advokátní kancelář Brož & Sokol & Novák se sídlem na Novém Městě, která se přibližně ze 30 až 40 procent věnovala trestní problematice a až do 7. listopadu 2022 každoročně obsadila první místo v kategorii trestní právo v celostátní soutěži Právnická firma roku. Právní kancelář se věnovala i restitučním sporům a postupně hromadně zastupovala například různé banky a společnosti při vymáhání svých pohledávek. Významný klient byl a je (únor 2023) Dopravní podnik hlavního města Prahy, pro kterého vymáhají pohledávky od tzv. černých pasažérů. Od 1. ledna 2023 se advokátní kancelář přeměnila na Sokol, Novák, Trojan, Doleček a partneři (spojením s advokátní kanceláří tdpA a založením firmy Sokol, Novák, Trojan, Doleček a partneři, advokátní kancelář s.r.o. se sídlem na Praze 4 na Sokolské ulici), kam se již  JUDr. Jan Brož stěhovat nebude, i když tam bude dočasně působit. Do roku 2013 byl v představenstvu, v roce 2019 prodal obchodní podíl a tak fakticky předal místo řídícího partnera. JUDr. Jan Brož přednáší na školení advokátních koncipientů a publikuje v Bulletinu advokacie. Předmětem jeho zájmu byla a je také stavařina, i když nyní (únor 2023) již pouze stavební činnosti organizuje, a nadále zůstává členem Rady Justiční akademie Ministerstva spravedlnosti a působit bude také na Karlově univerzitě, kde je členem Správní rady UK. Mluví německy a částečně anglicky.

### Chronologické shrnutí
Výběr:
- 1972 – ukončení Právnické fakulty Univerzity Karlovy
- 1972 až 1975 – právník v investiční výstavbě
- 1976 až 1978 – advokátní koncipient
- od r. 1978 – advokát v Advokátní poradně č. 2 v Ječné ulici v Praze
- od r. 1990 – člen výboru Městského sdružení advokátů Praha
- od r. 1990 – člen Jednoty českých právníků
- od r. 1990 – advokát zapsaný v seznamu advokátů České advokátní komory (ČAK)
- 1990 až nyní (únor 2023) – zkušební komisař ČAK[5]
- 1990 až 1993 – člen kontrolní komise (rady) ČAK
- od r. 1992 – advokát ve sdružení Brož, Sokol a Novák (zaměření na generální praxi)
- 1993 až 2013 – člen představenstva ČAK, předseda podvýboru pro správní a ústavní právo ČAK
- od r. 1993 – zkušební komisař u advokátních zkoušek
- od r. 1994 – člen rady Justiční akademie Ministerstva spravedlnosti ČR
- od r. 1997 – předseda zkušebního senátu ČAK u advokátních zkoušek[11]
- 1999 – Randova medaile Jednoty českých právníků
- 1999 až 2013 – předseda odvolacího kárného senátu ČAK
- 2002 až 2013 – místopředseda představenstva ČAK
- 2004 – ministrem spravedlnosti jmenován členem Rady Justiční akademie Ministerstva spravedlnosti ČR[12]
- 2006 – medaile za osobní přínos k 5. výročí vzniku Exekutorské komory ČR
- 2013 – zlatý odznak, ocenění předsedy ČAK za přínos české advokacii
- 2014 – v celostátní soutěži vyhlášen Právníkem roku 2013 a uveden do Síně slávy Právníka roku (právnické Síně slávy)[5][4]
- od 14. října 2017 – ministrem školství, mládeže a tělovýchovy jmenován členem správní rady Univerzity Karlovy[13][14][15][16]
- v polovině r. 2018 – plánovaně rezignoval na pozici řídícího společníka a jednatele s tím, že nadále spolupracuje v omezené míře s advokátní kanceláří, která si ponechává dosavadní název Brož & Sokol & Novák
- k červnu 2022 – člen zkušební komise pro advokátní zkoušky, uznávací zkoušky a zkoušky způsobilosti pro obor předpisy upravující poskytování právních služeb [17]
- rozhodce dle z. č. 214/1994 Sb.

### Osobní postoje, inspirace a zkušenosti
V rozhovoru publikovaném 11. dubna 2012 pro EPRAVO.CZ, JUDr. Jan Brož uvedl na dotaz na nezapomenutelný zážitek z praxe, jak mělo při obhajobě disidentů z kanceláře samosoudce, který se právě radil sám se sebou a přemýšlel nad rozsudkem, vyjít několik dalších osob – pracovníků StB. V rozhovoru ocenil 15 let své praxe po boku kolegů v Advokátní poradně, zejména trestního obhájce JUDr. Otakara Motejla, který měl z velké části pomoci postavit základy trestních obhajob, na kterých měla později, po roce 1990, advokátní kancelář Jana Brože a Tomáše Sokola stavět a prosadit se. (Česká advokátní komora uvádí, že Advokátní poradny byly místy, kde se předávaly tradice a zvyklosti z dob svobodné advokacie i přes zostřený státní dohled.) Na dotaz na motivaci volby právnické profese uvedl rodinnou tradici i tíhnutí k humanitním vědám, že nikterak nevybočuje z trendu, kdy u většiny právníků není matematika nejsilnější stránkou. Jako důležité pro právníky Jan Brož vnímá potřebu uchovat si vždy vlastní názor a své činy si s klidným svědomím před sebou samým zodpovědět.
Dne 14. února 2014 v rozhovoru pro Právního rádce časopisu Ekonom uvedl: „Je zapotřebí si udržet základní informace. Znalost, co se kde děje, protože pak se ke konkrétnímu případu lépe studuje, respektive řeší věc konkrétního klienta. Obzvlášť, když novelizace jsou tak časté, že mnohdy bohužel ani zákonodárce neví, co platí.“ a doplnil: „Není ani možné znát celý právní řád, dokonce to zaznělo i u Ústavního soudu, kdy tuším profesor Musil se vyjádřil tak, že už začíná být otázkou, zda bude možné dále uplatňovat starý princip „neznalost zákona neomlouvá“.“ K tehdy (platnost od 1. ledna 2014) novému občanskému zákoníku uvedl: „Pokud by došlo k naplnění základní premisy zákona, že dojde ke zlepšení celkového ovzduší, morálky a dodržování závazků, tak by to bylo jedině dobře.“ a doplnil: „Je kuriózní, že se nám nyní stává, když přijímáme nového koncipienta a zeptáme se ho, jestli má zkoušku z nového občanského zákoníku, a on přisvědčí, že ano, tak mu říkáme, že je momentálně dál než my. Je to v tomto kontextu trochu smutné, když se po 40 letech praxe člověk dostává na úroveň studenta právnické fakulty. To se třeba medikům stát nemůže.“
V rozhovoru publikovaném 17. února 2023 pro Advokátní deník uvedl, že si advokacii zvolil mimo jiné pro možnost „pomáhat lidem v jejich svízelných životních situacích“, relativní svobody, plné odpovědnosti za svou práci a že „z hlediska politiky byla advokacie na tehdejší dobu liberální“. Zabýval se například pracovněprávními spory, kdy pomáhal i lidem, kteří se nezúčastnili oslav 1. máje a podnik se je snažil pod jinou záminkou propustit (v podobných, politicky motivovaných, případech učil práci obhájce JUDr. Otakar Motejl), a řešil také bytové spory, kdy si Okresní podnik bytového hospodářství (OPBH), správce státního bytového fondu, měl vymýšlet důvody pro vystěhování lidí. Říká, že již v prvních týdnech „zjistil, že advokátní praxe je v jistém ohledu i takový malý „boj“ proti režimu“. Nezapomenutelnou vzpomínkou JUDr. Jana Brože je výnos zprošťujícího rozsudku předsedy senátu ve skupinovém procesu v prvních prosincových dnech roku 1989 z důvodu změny společenských poměrů, který interpretoval: „nejsme v socialismu, kde se podnikání stíhalo, nyní bude podnikání legálně dovoleno, a tudíž u obžalovaných se náhle jejich činnost stala beztrestnou“. Nezapomenutelnou vzpomínku má i na okolnosti žádosti o milost na základě echa, které dostal po listopadu 1989, kdy obhajoval klienta v trestní věci z tzv. Palachova týdne (neděle 15. ledna 1989 – středa 18. ledna 1989), kterému byl udělen nepodmíněný trest, stejně jako většině ostatních (pozdějším představitelům politiky a kultury), ve skupinovém procesu na Praze 2. S výjimkou Václava Havla, který byl souzen na Praze 3. Kdy na základě echa žádost pro klienta, který byl počátkem prosince 1989 ještě ve výkonu trestu odnětí svobody, sepsal a dovezl do Laterny magiky, tehdejšího sídla nově vzniklého Občanského fóra a kdy milost druhý den poté tehdejší prezident Gustáv Husák klientovi udělil. Po roce 1990, kdy se JUDr. Jan Brož stal samostatným advokátem zapsaným v ČAK i zkušebním komisařem ČAK pamatuje, že do roku 1996 se na advokacii mohl dostat i komerční právník a obecně má také zkušenost, že se koncipient z menší kanceláře ve své praxi dostane více k různorodým případům ve srovnání s velkou advokátní kanceláří, která má často zahraniční účast a praktikuje zejména právo obchodní, kdy se k soudnímu řízení během své praxe ani nedostanou, protože nemají spornou agendu. Uvádí, že k únoru 2017 je v Praze asi 5 000 advokátek a advokátů, kteří se většinou vůbec neznají, a „ze vzájemných profesních vztahů postupně vymizela korektnost a občas přišly i podrazy“ a říká, že než o konkurenci, tak „mnohem víc je to o etice a morálce, která bohužel není na takové výši, na které by měla být. Je to dáno i tím, že se nepodařilo advokacii v 90. letech prosadit, že do stavu nebudou přijati ti, kteří měli v minulosti nějaký „škraloup“,“ i že dobré jméno advokátnímu stavu nedělají trestní stíhání advokátů, která souvisejí s „obchodními praktikami“ klientů a že se ČAK snaží obdobná provinění kárně stíhat.

### Rodina
Má dvě děti. Dcera je notářka a syn vystudovaný etnolog a advokát zaměřený spíše na neziskový sektor (správní právo a legislativní proces) a pražský komunální politik, který částečně koncipoval v advokátní kanceláři otce.  Otec Jana Brože vystudoval práva – studia zahájil před druhou světovou válkou, po uzavření českých vysokých škol 17. listopadu 1939 byl tři roky vězněn, promoval v roce 1946 a dva roky byl advokátním koncipientem v advokátní kanceláři doktora Rozsypala, než byla v roce 1948 „vyakčněna“ a tím mu advokátní praxe skončila a až do důchodu působil na ministerstvu paliv a energetiky, mimo advokacii. Strýc byl právník, který nejdříve působil v justici (soudnictví), poté v podnikové sféře a na závěr profesní kariéry působil jako notář v Semilech. Dědeček byl učitel dějepisu a zeměpisu a okresní školní inspektor.

## Kontroverze
V září 2007 redakce Euro.cz upozornila na zjištění novinářů, že advokátní kanceláři Brož & Sokol & Novák, která vymáhá pohledávky od „černých pasažérů“ pro Dopravní podnik hlavního města Prahy (DP), zaplatí tři tisíce korun a dopravnímu podniku 950 korun každý provinilec, jehož případ skončí u soudu. Právní kancelář i dopravní podnik se hájí, že právníci jsou odměňování na základě advokátních tarifů stanovaných vyhláškou ministerstva spravedlnosti. Mluvčí České advokátní komory Iva Chaloupková uvedla, že klienta a advokáta nic nenutí postupovat na základě tarifů a mohou uzavřít smluvní odměnu. Pražský zastupitel Jiří Witzany (SNK ED) uvedl: „z odpovědi na mou interpelaci vyplývá, že advokátní kancelář inkasuje platby ročně minimálně z 30 tisíc případů po žalobě či exekuci. Tedy včetně plateb za právní zastoupení jde o příjem v řádu 100 až 150 milionů korun ročně,“ advokátům, kteří s DP spolupracují od roku 1993.